# Hishults landskommun
Hishults landskommun var en tidigare kommun i  Hallands län.

## Administrativ historik
När 1862 års kommunalförordningar började gälla inrättades över hela landet cirka 2 400 landskommuner, de flesta bestående av en socken. Därutöver fanns 89 städer och 8 köpingar, som då blev egna kommuner. Denna landskommun bildades då i Hishults socken i Höks härad i Halland.
Före 1949 låg en del av kommunen i Kristianstads län, i jordeboken delad mellan Örkelljunga socken och Skånes-Fagerhults socken.
Hishult påverkades inte av kommunreformen 1952 utan kvarstod som egen kommun till 1974, då området gick upp i Laholms kommun.
Kommunkoden 1952-1973 var 1301.

### Kyrklig tillhörighet
I kyrkligt hänseende tillhörde kommunen Hishults församling.

## Geografi
Hishults landskommun omfattade den 1 januari 1952 en areal av 90,83 km², varav 87,02 km² land.

### Tätorter i kommunen 1960
I Hishults landskommun fanns tätorten Hishult, som hade 278a invånare den 1 november 1960. Tätortsgraden i kommunen var då 17,1 procent.

## Politik

### Mandatfördelning i valen 1938-1970
| 6 | 7 | 12 |

| 25 |

| 3 | 6 | 11 |

| 20 |

| 1 | 3 | 4 | 12 |

| 20 |

| 4 | 11 | 2 | 3 |

| 19 |

| 4 | 10 | 3 | 3 |

| 19 |

| 2 | 1 | 12 | 2 | 3 |

| 18 |

| 4 | 11 | 2 | 3 |

| 18 |

| 3 | 12 | 2 | 3 |

| 18 |

| 3 | 11 | 3 | 3 |

| 18 |